# Inzerát (opera)
Inzerát je komorní mikroopera pro soprán, alt a klavír (op. 45) českého skladatele Václava Felixe na libreto spisovatele Zbyška Malého.
Deset let po úspěšném Nesmělém Casanovovi napsal Felix další operu; jde vlastně jen o operní skeč pro dvě ženské role s doprovodem „klavíristky“ (v premiérovém nastudování hrané mužem). Měla premiéru 25. dubna 1979 ve Státním divadle Brno, které ji uvedlo na své komorní scéně, v Divadle Reduta. Inzerát byl prostřední součástí programu, který zahajovala aktovka Miloše Štědroně Kuchyňské starosti a končila komorní opera Miroslava Háby Malý princ. Jiná profesionální divadla tuto hříčku neuvedla.

## Osoby a první obsazení
| osoba                  | hlasový obor            | premiéra (25. dubna 1979) |
| ---------------------- | ----------------------- | ------------------------- |
| Marie                  | soprán                  | Libuše Bartošková         |
| Libuše                 | alt                     | Daniela Suryová           |
| Zdena                  | němá role – klavíristka | Pavel Kuchař              |
| Režie: Alena Vaňáková  |                         |                           |
| Scéna: Vojtěch Štolfa  |                         |                           |
| Kostýmy: Alois Vejvoda |                         |                           |